# Красильников, Василий Алексеевич
Василий Алексеевич Красильников (1834/1835— 1869) — русский врач, доктор медицины, участник Крымской войны.

## Биография
Родился 27 декабря 1834 (8 января 1835) года в Севастополе, в купеческой семье.
С серебряной медалью окончил Симферопольскую гимназию и поступил в 1851 году вольнослушателем в Петербургскую медико-хирургическую академию, из которой во время Крымской войны был выпущен лекарем до окончания курса и в марте 1855 года назначен младшим ординатором в севастопольский военный госпиталь. 
В октябре 1857 года поступил на службу в Русское общество пароходства и торговли. В июне 1860 года был вновь зачислен на службу младшим ординатором Севастопольского госпиталя, но уволен в отпуск «для усовершенствования себя в науках за границей на три года».
Работал в Берлине и в Вене. Вернувшись из-за границы защитил диссертацию «Материалы для физиологии желудочного пищеварения» и 23 мая 1864 года получил степень доктора медицины. С 1864 года служил младшим судовым врачом в 6-м флотском экипаже.  
Красильников стал одним из первых российских сифилидологов; с 1865 года в звании приват-доцента медико-хирургической академии начал читать лекции по сифилидологии и дерматологии.
В 1866 году стал старшим врачом в Калинкинской больнице. 
В 1867 году психически заболел и умер 21 февраля (5 марта) 1869 года в больнице Шульца. Похоронен на Митрофаниевском кладбище. Жена — Терезия Николаевна (1840–1867).